# 1976年夏季残疾人奥林匹克运动会埃及代表团
1976年夏季残疾人奥林匹克运动会埃及代表团是埃及派出的1976年夏季残疾人奥林匹克运动会代表团。获得5枚金牌、2枚银牌和1枚铜牌。